# Alessandro Ghibellini
Alessandro Giovanni Ghibellini (* 15. Oktober 1947 in Genua) ist ein ehemaliger italienischer Wasserballspieler. Mit der italienischen Nationalmannschaft wurde er Olympiazweiter 1976, Weltmeisterschaftsdritter 1975 und Weltmeister 1978.

## Sportliche Karriere
Der 1,82 Meter große Alessandro Ghibellini spielte für Pro Recco, mit denen er zehnmal italienischer Meister wurde.
Bei der Europameisterschaft 1966 in Utrecht erreichte die italienische Nationalmannschaft die Endrunde der besten vier Mannschaften und belegte dann sieglos den vierten Platz. Ghibellini warf sein einziges Tor im Vorrundenspiel gegen Irland. Zwei Jahre später bei den Olympischen Spielen in Mexiko-Stadt verloren die Italiener im Halbfinale gegen die sowjetische Mannschaft und im Spiel um den dritten Platz gegen die Ungarn. Ghibellini war in allen neun Spielen dabei. 1970 bei der Europameisterschaft in Barcelona erreichte die italienische Mannschaft die Endrunde und belegte mit zwei Siegen und drei Niederlagen den vierten Platz. Ghibellini erzielte in der Vorrunde mehrere Tore, darunter eins beim 3:4 gegen die Jugoslawen, das in die Endrunde mitgenommen wurde. 1972 bei den Olympischen Spielen in München belegten die Italiener in ihrer Vorrundengruppe den zweiten Platz hinter der sowjetischen Mannschaft. In der Finalrunde spielten die Italiener zweimal Unentschieden und verloren zweimal. Am Ende belegten sie den sechsten Platz. Ghibellini war in allen acht Spielen dabei und erzielte insgesamt neun Tore.
1973 fand in Belgrad die erste Weltmeisterschaft statt. Die Italiener erreichten die Endrunde und wurden Vierte vor dem punktgleichen US-Team. 1974 bei der Europameisterschaft in Wien belegten die Italiener den fünften Platz hinter den punktgleichen Niederländern. Bei der Weltmeisterschaft 1975 in Cali erreichten die Italiener durch einen zweiten Platz in der Zwischenrunde die Spiele um die Medaillen. Dort belegten die Italiener den dritten Platz hinter den Mannschaften aus der Sowjetunion und aus Ungarn. Einen Monat später siegte Ghibellini mit der italienischen Mannschaft bei den Mittelmeerspielen in Algier vor den Jugoslawen und den Spaniern.
1976 fanden die Olympischen Spiele in Montreal statt. Die Italiener gewannen ihre Vorrundengruppe und erreichten in der Hauptrunde zwei Siege sowie zwei Unentschieden und verloren gegen die Ungarn. Damit gewannen die Ungarn die Goldmedaille vor den Italienern, die gegenüber den Niederländern das bessere Torverhältnis aufwiesen. Ghibellini wirkte in allen acht Spielen mit und warf zwölf Tore. Bei der dritten Weltmeisterschaft hatten die Italiener vor dem letzten Gruppenspiel der Finalrunde bereits gegen die Jugoslawen und das sowjetische Team gewonnen. Im letzten Spiel gegen die Ungarn genügte den Italienern ein Unentschieden. Das Spiel endete mit 4:4. Die Italiener gewannen damit nach Ungarn und der Sowjetunion als drittes Team den Weltmeistertitel.
Alessandro Ghibellini ist der Vater von Alberto Ghibellini, der 1996 eine olympische Bronzemedaille im Wasserball gewann.